# هفت نیزه‌دار شیزوگاتاکه
هفت نیزه‌دار شیزوگاتاکه (به ژاپنی: 賤ヶ岳の七本槍، Shizugatake no shichi-hon-yari) به هفت محافظ تویوتومی هیده‌یوشی در نبرد شیزوگاتاکه در سال ۱۵۸۳ گفته می‌شود.
این هفت نفر سامورایی عبارتند از:
- فوکوشیما ماسانوری (۱۵۶۱–۱۶۲۴)
- کاتو کیوماسا (۱۵۶۲–۱۶۱۱)
- کاتو یوشی‌آکی (۱۵۶۳–۱۶۳۱)
- کاتاگیری کاتسوموتو (۱۵۵۶–۱۶۱۵)
- هیرانو ناگایاسو (۱۵۵۹–۱۶۲۸)
- کاسویا تاکه‌نوری (۱۵۶۲–۱۶۰۷)
- واکیساکا یاسوهارو (۱۵۵۴–۱۶۲۶)